# Ichikawa Danjūrō VIII
Ichikawa Danjūrō VIII (八代目 市川 團十郎, Hachidaime Ichikawa Danjūrō), né le 5 octobre 1823 à Edo - mort le 6 janvier 1854 à Osaka, est un acteur du genre théâtral kabuki issu de la prestigieuse lignée Ichikawa Danjūrō. Il est spécialiste des rôles de tachiyaku (rôles masculins) du style aragoto comme tous les membres de sa lignée, mais plus particulièrement dans ceux de jeunes amants qui le rendent extrêmement populaire.

## Noms
Comme la plupart des acteurs kabuki, Danjūrō porte différents noms de scène au cours de sa carrière. Membre de la guilde Naritaya, il peut aussi être appelé par ce nom (voir yagō). Il commence sa carrière sous le nom Ichikawa Shinnosuke II et, peu après, prend le nom Ichikawa Ebizō VI, avant de devenir le 8e Ichikawa Danjūrō à l'âge de neuf ans. Occasionnellement, il emploie également le nom Ichikawa Hakuen III ; son haimyō, ou nom poétique, est Sanshō.

## Lignée
Contrairement à beaucoup d'acteurs kabuki adoptés au sein de plusieurs familles du monde du théâtre, Danjūrō VIII descend directement d'Ichikawa Danjūrō I. Danjūrō VIII est le fils d'Ichikawa Danjūrō VII et compte plusieurs frères qui se produisent sur scène, dont Ichikawa Danjūrō IX, Ichikawa Ebizō VII, Ichikawa Ebizō VIII, Ichikawa Komazō VI, Ichikawa Saruzō I et Ichikawa Kōzō.

## Carrière
Né à Edo (Tokyo), il paraît sur scène à peine un mois après sa naissance, présenté sous le nom Ichikawa Shinnosuke II lors d'une représentation de kaomise au Ichimura-za dans lequel la troupe est invitée l'année suivante. Il est ensuite connu sous le nom Ichikawa Ebizō VI à l'âge de deux ans et devient Danjūrō VIII en 1832 à l'âge de neuf ans. C'est également à neuf ans que son père avait pris ce nom prestigieux, les deux recevant le nom à un plus jeune âge qu'aucun autre Danjūrō auparavant. Danjūrō VIII se produit pour la première fois dans la pièce Sukeroku Yukari no Edo Zakura lors de son shūmei (cérémonie de nomination) et dans le rôle phare de Shibaraku plus tard cette même année.
Après être apparu dans un certain nombre de rôles mineurs pendant plusieurs années, Danjūrō interprète Minamoto no Yoshitsune lors de la première de Kanjinchō au Kawarazaki-za en 1840. À partir de là, il joue des rôles plus prestigieux dont Katō Masakiyo dans Ehon Taikōki et le rôle-titre dans Narukami. En 1844, il interprète Sukeroku pour la première fois aux côtés d'Iwai Hanshirō VII, Matsumoto Kinshō et Onoe Kikugorō IV.
Danjūrō continue à être très actif pendant les dix années qui suivent, interprétant de nombreux rôles majeurs dont celui de Narukami et de nouveau celui de Katō Masakiyo, Benkei dans Kanjinchō et le jeune amant Yosaburō dans la nouvelle version de Kirare Yosa de Segawa Jōkō III. Sa popularité dans ces rôles de jeunes amants (nimaime) est telle qu'il a été rapporté que lorsqu'il a incarné Sukeroku, rôle dans lequel il doit se plonger dans un baril d'eau sur scène, l'eau a ensuite été vendue à des admiratrices à leur demande.
En 1854 cependant, peu après son arrivée à Osaka pour une tournée de spectacles avec son père, on trouve Danjūrō dans sa chambre à l'auberge avec les poignets lacérés. Certains chercheurs émettent l'hypothèse qu'il souffrait de dettes importantes à la suite de la vie extravagante que lui et son père avaient menée et que ses premiers succès et sa popularité ont suscité l'envie ou la colère des autres acteurs, aggravant ses relations avec eux et compliquant ses problèmes personnels.
Ichikawa Danjūrō VIII est enterré au Isshin-ji

Mon (emblème) de la famille Ichikawa)

## Source de la traduction
- (en) Cet article est partiellement ou en totalité issu de l’article de Wikipédia en anglais intitulé « Ichikawa Danjūrō VIII » (voir la liste des auteurs).